# Bohoričica
Bohoričica je slovenačko pismo, koje je nastalo za vreme kulturnog preobraženja naroda - Reformaciji. Tada su mnogi protestanti budili u narodu domaće pismo i knjige pisane u domaćem jeziku. Tako je Adam Bohorič prvi preciznije definisao slovenačko pismo, bohoričicu. Definisao ga je u knjizi Arcticae horulae.
Bohoričica je bila u upotrebi od sredine 16. veka do 19. veka, kada ju je zamenila gajica. Primož Trubar se u svojim knjigama, iako je većinom koristio ova slova, ipak nije dosledno držao bohoričice. Slični slučaj je sa Hasanaginicom, delom pisanim pismom inspirisanim bohoričicom.
| velika slova | mala slova | izgovor |
| ------------ | ---------- | ------- |
|              |            | c       |
|              |            | č       |
|              |            | s       |
|              |            | š       |
|              |            | z       |
|              |            | ž       |

Pravila pisanja:
- Bohorič je zahtevao da se poluglas piše kao e, npr.: pervi, vert, itd. - umesto prvi, vrt, itd.
- Bohorič je uvedeo pisanje apostrofa kod jednoslonih predlogih npr.: k'meni (ka meni), v'shepu (u džepu), ipd. - umesto k meni, v shepu, itd.
- Neka slova, kao što se vidi u tabeli, možemo razlikovati samo ako se pišu odvojeno - S ſ  i S s. Isto je za i i j, veliko slovo je uvek I, takođe za u i v, velika slovo V. Takav način pisanja je bio u tistem vremenu je bio i u drugim evropskim jezicima. Kasnije se je uvelo razlikovanje velikih slova: I-J, U-V i S-Ş (slovo S označava z, dok slovo Ş običajan s)
- Kasnije neki autori koriste Ę ę da bi oznalili uzak e

Bohoričica je za svoje vreme bila vrlo uspešno pismo. Slovencima je dala mogućnost da su se sa malo tuda mogli čitati i pisati. Jedini problem su bile reči u kojima je samoglasnik u iza glasah, npr.: izhod, shod, razhuditi se, ipd. Zbog tog problema je bohoričico kasnije zamenila gajica.
Kada su uvođeni prvi računari, koji nisu imali č, š, ž, došlo je do ideje ponovnog uvođenja starog pisma. Novija bohoričica bi bisali slova koja nedostaju na drugačiji način č kao ch, š kao sh i ž kao zh. Za to pismo se je odlučila grupa autora Revijo SRP.
To se nije uvelo iz dva glavna problema: 
- Kako čitati reč shema — kao s-hema ili kao šema
- Jer sa razvojom tehnike došlo do uvođenja spornih slova